# Calindea
Calindea (in greco antico: Καλίνδοια?) era una polis ubicata nel nord della regione di Bottiea, probabilmente ai confini con la Migdonia.

## Storia
Viene menzionata in un'iscrizione del 422 a.C., relativa a un'alleanza ateniese-bottiea. In questa iscrizione si allude a una confederazione bottiea della stessa epoca, della quale Calindea fece parte.
Viene anche menzionata nei registri dei teorodoco del 360 a.C. della città di Epidauro.
Nel 323 a.C., Alessandro Magno annesse Calindea e tre territori vicini al regno di Macedonia.
Si ritiene possa essere localizzata nell'attuale località di Kalamoto in Macedonia Centrale.